# 인큐나블

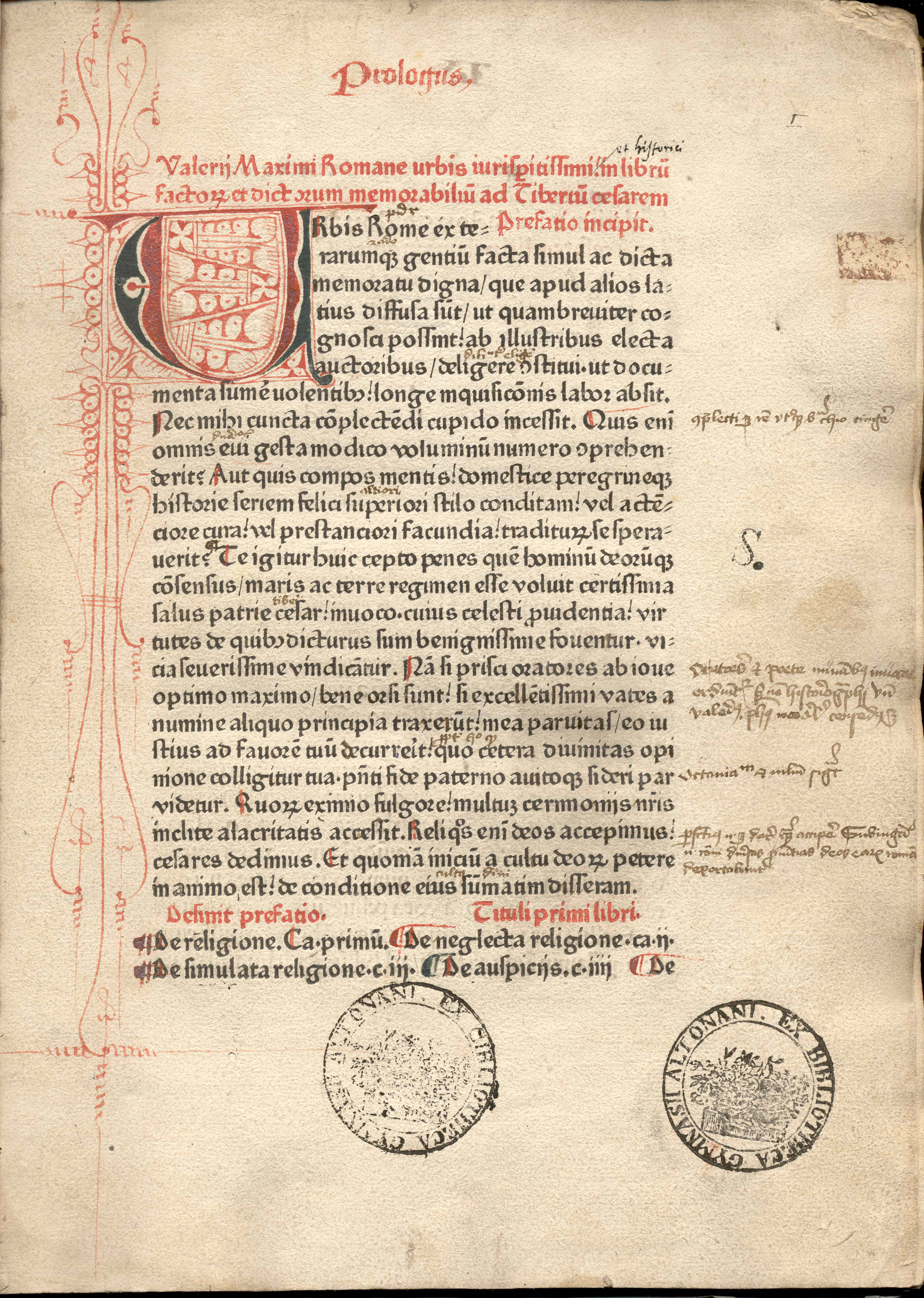
발레리우스 막시무스의 《Facta et dicta memorabilia》 페이지, 페터 쇠퍼가 마인츠에서 1471년에 붉은색과 검은색으로 인쇄했다. 이 페이지에는 루브리케이션된 첫 글자 "U"와 장식, 여백주, 그리고 "함부르크"의 "알토나 김나지움 도서관" 소유 인장이 나타나 있다.

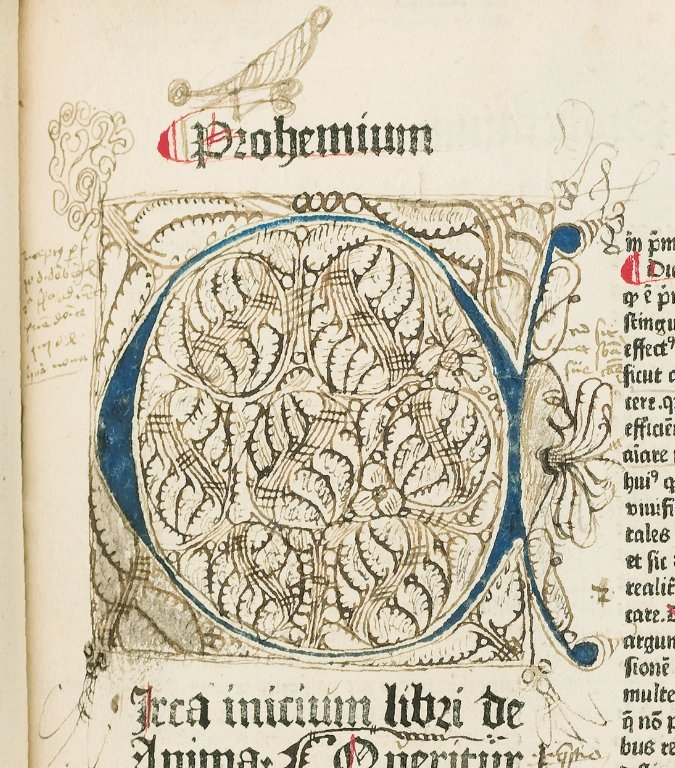
입 벌린 사람 옆모습을 포함한 낙서와 그림(여백주)이 그려진 채색본. 입에서 여러 개의 혀가 튀어나와 있다. 코풀라타, "De Anima", f. 2a. HMD 컬렉션, WZ 230 M772c 1485

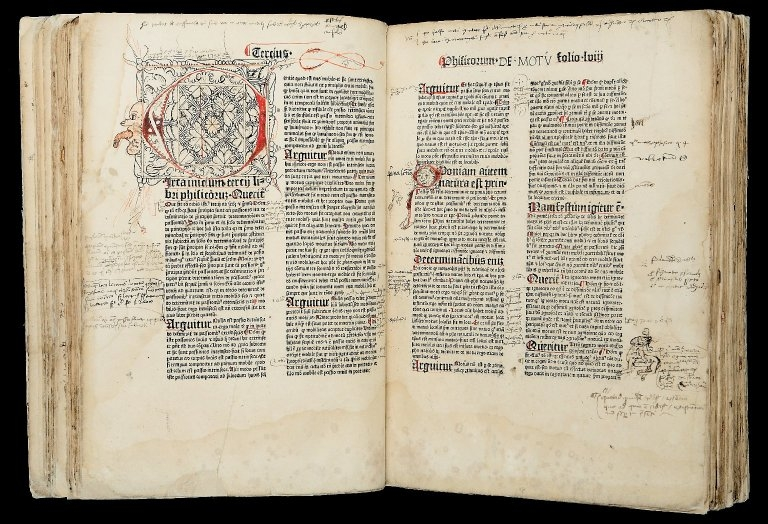
낙서와 그림이 있는 "Phisicorum"의 마주 보는 두 페이지, 57b와 58a 면. HMD 컬렉션, WZ 230 M772c 1485

인큐나블(incunable, 복수형: incunables) 또는 인쿠나불룸(incunabulum, 복수형: incunabula)은 유럽 인쇄술의 초기 단계인 1500년까지 인쇄된 책, 소책자 또는 브로드사이드를 의미한다. 이 특정 날짜는 본질적으로 임의적이지만, 다음 세기에는 인쇄된 책의 발행 수가 폭발적으로 증가하여 인쇄기가 유럽 전역에 널리 퍼지기 전에 제작된 모든 인쿠나불라는 희귀하며, 심지어 16세기 초의 일부 책은 비교적 흔하다.
이들은 손으로 쓴 문서인 필사본과는 구별된다. 인쇄의 역사에 대한 일부 권위자들은 같은 시기의 블록 북을 인쿠나불라에 포함시키지만, 다른 이들은 이 용어를 활자를 사용하여 인쇄된 작품으로 한정한다.
2021년 기준 알려진 인쿠나블 판본은 약 30,000개에 달한다. 남아 있는 개별 사본의 수는 훨씬 많을 것으로 추정되며, 독일에서만 125,000개로 추산된다. 통계 분석에 따르면, 유실된 판본의 수는 최소 20,000개로 추정된다. 전 세계적으로 약 27,500개의 서로 다른 작품 중 약 550,000개의 사본이 보존되어 있다.

## 용어
인큐나블은 인쿠나불룸의 영문화된 형태이며, 재구성된 라틴어 incunabula의 단수형이다. 이는 "포대기" 또는 "요람"을 의미하며, 은유적으로 "발달의 초기 단계 또는 첫 흔적"을 나타낼 수 있다. 인큐나블의 이전 용어는 피프티너(fifteener)였는데, 이는 "15세기 판본"을 의미한다.
인큐나불라라는 용어는 네덜란드의 의사이자 인문주의자인 하드리아누스 유니우스 (아드리안 데 용허, 1511–1575)가 자신의 저서 『바타비아』(1569년 작성; 1588년 사후 출판)의 한 구절에서 인쇄와 관련하여 처음 사용했다. 그는 "typographicae] incunabula]"("인쇄술의 초기 유아기")라는 기간을 언급했다. 이 용어는 베른하르트 폰 말린크로트 (1591–1664)의 라틴어 팜플렛 De ortu ac progressu artis typographicae("인쇄술의 흥망성쇠"; 1640)에 잘못 귀속되기도 했지만, 그는 유니우스의 말을 인용한 것이었다.
인큐나불라라는 용어는 17세기 후반에 인쇄된 책 자체를 지칭하게 되었다. 19세기 중반 이전에는 영어에서 발견되지 않았다.
유니우스는 자신의 인쿠나불라 시대의 종료 시점을 1500년으로 정했으며, 이는 현대 서지학 연구에서 관습으로 남아 있다. 인쇄된 책을 인쿠나블로 식별하는 이 편리하지만 임의적인 종료 시점은 인쇄 과정의 변화를 반영하지 않으며, 1500년 이후 몇 년 동안 인쇄된 많은 책들은 시각적으로 인쿠나블과 구별되지 않는다. "포스트인큐나블"이라는 용어는 이제 1500년 이후부터 1520년 또는 1540년까지 인쇄된 책을 지칭하는 데 사용되지만, 일반적인 합의는 없다. 이 시기부터는 판권장이나 제목 페이지에 발행 장소와 연도를 인쇄하는 관행이 더 널리 퍼지면서 어떤 판본이든 날짜를 식별하기가 더 쉬워진다.
위에 언급했듯이, 인쇄된 책을 인쿠나블로 식별하는 종료 날짜는 편리하지만 임의적으로 선택되었다. 이는 1500년경 인쇄 과정의 어떤 주목할 만한 발전도 반영하지 않는다. 1500년 이후 몇 년 동안 인쇄된 책들은 알두스 마누티우스가 1501년에 도입한 이탤릭체로 인쇄된 소형 책들을 제외하고는 인쿠나블과 매우 유사하게 보였다. "포스트인큐나블"이라는 용어는 때때로 "1500년 이후 — 얼마나 오래 후인지는 전문가들이 아직 합의하지 못했다"고 인쇄된 책들을 지칭하는 데 사용된다. 영국에서 인쇄된 책의 경우, 이 용어는 일반적으로 1501-1520년을, 유럽 대륙에서 인쇄된 책의 경우 1501-1540년을 포함한다.
이 시기의 주목할 만한 예시 중 하나는 하콥 메그하파트 (하곱 메그하파트)로, 그는 1512년에 아르메니아어 책을 처음으로 인쇄한 것으로 알려졌다. 베네치아에서 작업하며 그는 우르바타기르크 (금요일의 책)와 다른 여러 초기 아르메니아어 인쇄물을 출판했다. 그의 책들은 붉은색과 검은색 잉크, 장식적인 머리글자 등 필사본 전통의 특징을 유지하여, 정의상 포스트인큐나블임에도 불구하고 인쿠나불라와 문체적으로 일치한다.

## 종류
인쇄된 인쿠나불라는 두 가지 유형으로 나뉜다. 각 페이지마다 단일하게 조각된 목판으로 인쇄된 블록 북(예술에서의 목판화와 동일한 과정으로, 목판인쇄술이라고도 함)과 인쇄기에서 개별적으로 주조된 금속 활자 조각으로 만들어진 타이포그래피 책이다. 많은 저자들은 후자에만 "인쿠나불라"라는 용어를 사용한다.
인쇄가 북유럽과 이탈리아의 도시들로 퍼져나가면서, 인쇄되는 텍스트와 스타일에 큰 다양성이 생겨났다. 많은 초기 글꼴은 지역 쓰기 방식을 본뜨거나 다양한 유럽 흑자체에서 파생되었지만, 윌리엄 캑스턴의 서류 필체에서 파생된 글꼴과 특히 이탈리아에서는 르네상스 인문주의자들이 사용한 필기체와 캘리그래피를 본뜬 글꼴도 있었다.
인쇄업자들은 학자, 성직자, 변호사, 귀족 및 전문직 등 주요 고객층을 형성하는 도시 중심지에 모였다. 중세 전통에서 물려받은 라틴어 표준 작품들이 초기 인쇄물의 대부분을 차지했지만, 책값이 저렴해지면서 베르나쿨라 작품(또는 표준 작품의 베르나쿨라 번역본)이 나타나기 시작했다.

## 유명한 예

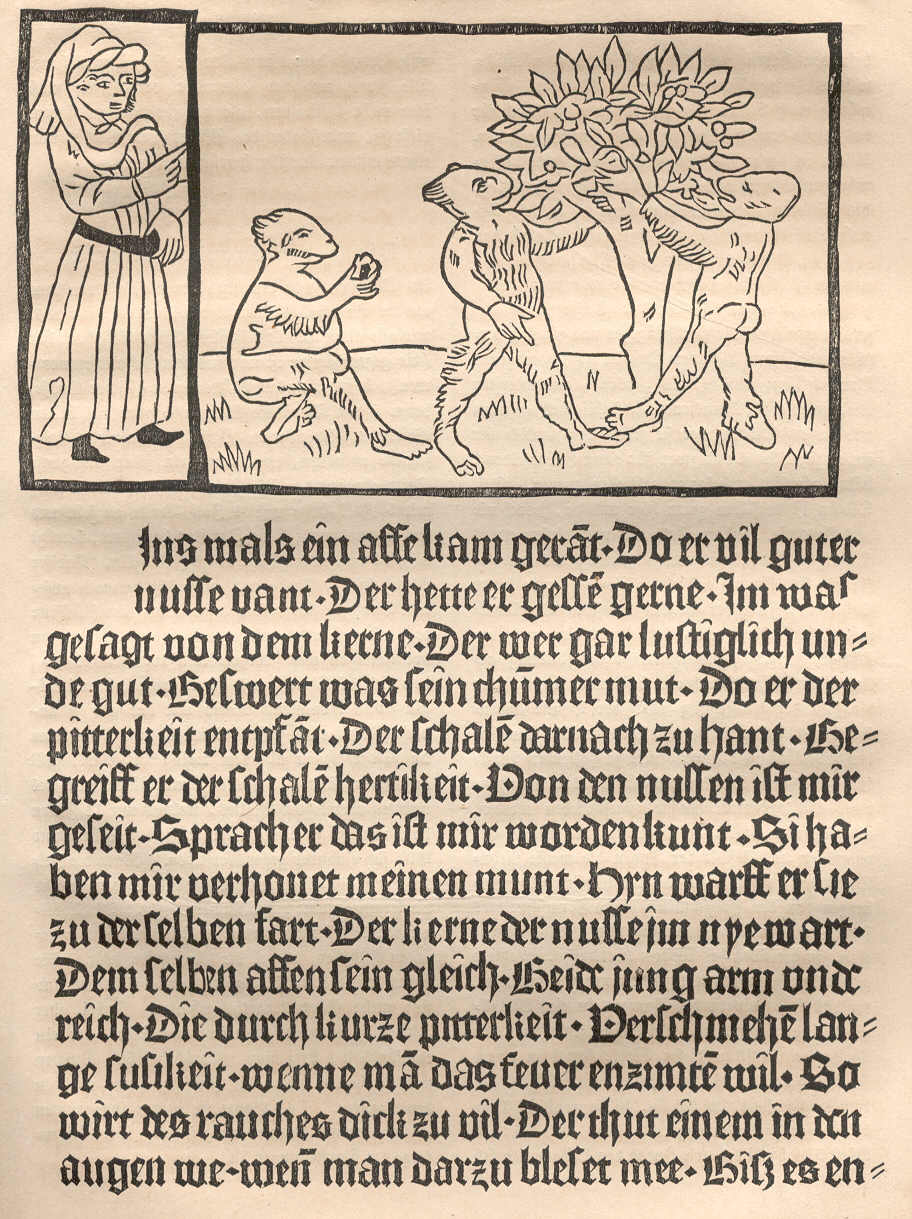

유명한 인큐나블로는 마인츠의 두 작품인 1455년의 구텐베르크 성경과 1486년에 에르하르트 로이비히가 인쇄하고 삽화한 《Peregrinatio in terram sanctam》; 하르트만 셰델이 쓰고 안톤 코베르거가 1493년에 인쇄한 뉘른베르크 연대기; 그리고 알려지지 않은 예술가가 중요한 삽화를 그린 알두스 마누티우스가 인쇄한 《Hypnerotomachia Poliphili》가 있다.
다른 인쿠나불라 인쇄업자로는 아우크스부르크의 귄터 차이너, 스트라스부르의 요하네스 멘텔린과 하인리히 에게슈타인, 아그노의 하인리히 그란, 바젤의 요한 아머바흐, 브뤼허와 런던의 윌리엄 캑스턴, 베네치아의 니콜라 장송 등이 있다. 목판 삽화가 들어간 최초의 인쿠나블은 1461년에 알브레히트 피스터가 밤베르크에서 인쇄한 울리히 보너의 『데어 에델슈타인』이었다.
2015년에 발견된 증거에 따르면, 연구 결과에 따라 1444-1446년경에 인쇄되었을 가능성이 있는 콰이어가 아비뇽, 프랑스의 프로코피우스 발트포겔에게 할당될 수 있다는 주장이 제기되었다.

## 포스트인큐나블
많은 인큐나블은 날짜가 불분명하여, 정확히 분류하려면 복잡한 서지학적 분석이 필요하다. 포스트인큐나블 시대는 인쇄된 책이 표준화된 형식으로 완전히 성숙한 유물로 발전한 시기를 나타낸다. 약 1540년 이후부터는 책이 저자, 제목 페이지, 날짜, 판매자, 인쇄 장소 등을 포함하는 일정한 형식에 따르는 경향이 있었다. 이로 인해 특정 판본을 훨씬 쉽게 식별할 수 있다.
위에서 언급했듯이, 인쇄된 책을 인큐나블로 식별하는 종료 날짜는 편리하지만 임의적으로 선택되었다. 이는 1500년경 인쇄 과정의 어떤 주목할 만한 발전도 반영하지 않는다. 1500년 이후 몇 년 동안 인쇄된 책들은 알두스 마누티우스가 1501년에 도입한 이탤릭체로 인쇄된 소형 책들을 제외하고는 인쿠나블과 매우 유사하게 보였다. "포스트인큐나블"이라는 용어는 때때로 "1500년 이후—얼마나 오래 후인지는 전문가들이 아직 합의하지 못했다"고 인쇄된 책들을 지칭하는 데 사용된다. 영국에서 인쇄된 책의 경우, 이 용어는 일반적으로 1501-1520년을, 유럽 대륙에서 인쇄된 책의 경우 1501-1540년을 포함한다.

## 통계 자료

유럽의 인쇄 중심지

지역별 인큐나불라 분포

언어별 인큐나불라 분포

이 섹션의 데이터는 인큐나불라 간략표제목록 (ISTC)에서 파생되었다.
인쇄 도시의 수는 282개에 달한다. 이들은 현재 국경으로 볼 때 약 18개국에 위치해 있다. 각국에서 인쇄된 판본 수의 내림차순으로 보면 다음과 같다: 이탈리아, 독일, 프랑스, 네덜란드, 스위스, 스페인, 벨기에, 잉글랜드, 오스트리아, 체코, 포르투갈, 폴란드, 스웨덴, 덴마크, 튀르키예, 크로아티아, 세르비아, 몬테네그로, 헝가리 (다이어그램 참조).
다음 표는 15세기 주요 인쇄지 20곳을 보여준다. 이 섹션의 모든 데이터와 마찬가지로 정확한 수치가 제공되지만, 근사치로 취급해야 한다 (2016년 8월 현재 ISTC에 기록된 총 판본 수는 30,518개이다):
| 도시           | 판본 수 | ISTC 기록 판본의 % |
| -------------- | ------- | ------------------ |
| 베네치아       | 3,549   | 12.5               |
| 파리           | 2,764   | 9.7                |
| 로마           | 1,922   | 6.8                |
| 쾰른           | 1,530   | 5.4                |
| 리옹           | 1,364   | 4.8                |
| 라이프치히     | 1,337   | 4.7                |
| 아우크스부르크 | 1,219   | 4.3                |
| 스트라스부르   | 1,158   | 4.1                |
| 밀라노         | 1,101   | 3.9                |
| 뉘른베르크     | 1,051   | 3.7                |
| 피렌체         | 801     | 2.8                |
| 바젤           | 786     | 2.8                |
| 데벤터르       | 613     | 2.2                |
| 볼로냐         | 559     | 2.0                |
| 안트베르펜     | 440     | 1.5                |
| 마인츠         | 418     | 1.5                |
| 울름           | 398     | 1.4                |
| 슈파이어       | 354     | 1.2                |
| 파비아         | 337     | 1.2                |
| 나폴리         | 323     | 1.1                |
| 총계           | 22,024  | 77.6               |

인큐나불라가 인쇄된 18개 언어는 내림차순으로 다음과 같다: 라틴어, 독일어, 이탈리아어, 프랑스어, 네덜란드어, 스페인어, 영어, 히브리어, 카탈루냐어, 체코어, 그리스어, 교회 슬라브어, 포르투갈어, 스웨덴어, 브르타뉴어, 덴마크어, 프리슬란트어 및 사르데냐어 (다이어그램 참조).
삽화, 목판화 또는 금속판화가 있는 판본은 약 10개 중 1개 (즉, 3,000개 조금 넘는 수)에 불과하다.
가장 "흔한" 인큐나블은 1493년의 셰델의 뉘른베르크 연대기("Liber Chronicarum")로, 약 1,250권이 남아 있으며 (가장 삽화가 풍부한 책이기도 하다). 많은 인큐나불라가 유일하지만, 평균적으로 각 인큐나불라는 약 18권이 남아 있다. 이는 구텐베르크 성경이 48~49권으로 알려진 사본 수로 볼 때 비교적 흔한(매우 귀하지만) 판본이다. 현존하는 인큐나불라를 세는 것은 대부분의 도서관이 다권본의 단일 권을 별도의 항목으로 간주하고, 또한 조각이나 총 페이지의 절반 이상이 없는 사본도 포함하기 때문에 복잡하다. 완전한 인큐나블은 한 장의 종이일 수도 있고, 10권에 달할 수도 있다.
포맷 면에서 약 30,000개의 판본은 브로드사이드 2,000개, 폴리오 9,000개, 콰르토 15,000개, 옥타보 3,000개, 12모 18개, 16모 230개, 32모 20개, 64모 3개로 구성된다.
ISTC는 현재 윌리엄 캑스턴이 인쇄한 책 중 528권의 현존하는 사본을 인용하며, 128개의 파편을 포함하면 총 656개가 된다. 그러나 이 중 많은 부분이 브로드사이드이거나 매우 불완전하다.
주로 북미와 일본의 대학으로 이동한 것을 제외하고, 지난 5세기 동안 인쿠나불라의 이동은 거의 없었다. 남반구에서는 인쇄된 것이 없으며, 남반구에는 2,000권 미만이 소장되어 있고, 약 97.75%는 북반구에 남아 있다. 그러나 매년 많은 인쿠나불라가 경매나 희귀본 시장을 통해 판매된다.

## 주요 소장처
대영 도서관의 인큐나불라 간략표제목록은 현재 29,000개 이상의 제목을 기록하고 있으며, 이 중 약 27,400개는 인큐나블 판본이다 (모든 작품이 유일한 것은 아니다). 인큐나불라 연구는 17세기에 시작되었다. 미셸 매테르(Michel Maittaire, 1667–1747)와 게오르크 볼프강 판처(Georg Wolfgang Panzer, 1729–1805)는 인쇄물을 연대순으로 연대기 형식으로 배열했으며, 19세기 전반에는 루트비히 하인이 저자별 알파벳순 인큐나불라 체크리스트인 『레퍼토리움 비블리오그라피쿰』(Repertorium bibliographicum)을 출판했다. "하인 번호"는 여전히 참고 자료로 사용된다. 하인의 목록은 이후 월터 A. 코핀저와 디트리히 라이클링이 확장했지만, 1925년부터 베를린 주립도서관에서 편찬 중인 독일어 권위 있는 현대 목록인 『게잠트카탈로그 데어 비겐드루케』(Gesamtkatalog der Wiegendrucke)로 대체되고 있다. 북미 소장품은 프레더릭 R. 고프가 목록화했으며, 전 세계 통합 목록은 인큐나불라 간략표제목록에서 제공한다.
1,000개 이상의 인큐나불라를 소장하고 있는 주요 소장처는 다음과 같다.
| 도서관                                           | 위치                       | 국가        | 소장 사본 수                                                | 판본 수      | 참고            |
| ------------------------------------------------ | -------------------------- | ----------- | ----------------------------------------------------------- | ------------ | --------------- |
| 바이에른 주립도서관                              | 뮌헨                       | 독일        | 19,717                                                      | 9,381        | [ 36 ]          |
| 대영 도서관                                      | 런던                       | 영국        | 12,500                                                      | 10,390       | [ 37 ]          |
| 프랑스 국립도서관                                | 파리                       | 프랑스      | 12,000                                                      | 8,000        | [ 38 ]          |
| 바티칸 도서관                                    | 바티칸 시국                | 바티칸 시국 | 8,600                                                       | 5,400 (이상) | [ 39 ]          |
| 오스트리아 국립도서관                            | 빈                         | 오스트리아  | 8,030                                                       |              | [ 40 ]          |
| 러시아 국립도서관                                | 상트페테르부르크           | 러시아      | 7,302                                                       |              | [ 41 ]          |
| 뷔르템베르크 주립도서관                          | 슈투트가르트               | 독일        | 7,093                                                       |              | [ 42 ]          |
| 보들리 도서관                                    | 옥스퍼드                   | 영국        | 6,755                                                       | 5,623        | [ 43 ]          |
| 미국 의회도서관                                  | 워싱턴 D.C.                | 미국        | 5,700                                                       |              | [ 44 ]          |
| 러시아 국립도서관                                | 모스크바                   | 러시아      | 5,360                                                       |              | [ 45 ]          |
| 헌팅턴 도서관                                    | 샌마리노 (캘리포니아)      | 미국        | 5,000 (이상)                                                |              | [ 46 ]          |
| 케임브리지 대학교 도서관                         | 케임브리지                 | 영국        | 4,650 (이상)                                                |              | [ 47 ]          |
| 나폴리 국립 도서관                               | 나폴리                     | 이탈리아    | 4,563                                                       |              | [ 48 ]          |
| 덴마크 왕립도서관                                | 코펜하겐                   | 덴마크      | 4,500                                                       |              | [ 49 ]          |
| 존 라이랜즈 도서관                               | 맨체스터                   | 영국        | 4,500                                                       |              | [ 50 ]          |
| 베를린 주립도서관                                | 베를린                     | 독일        | 4,496                                                       |              | [ 51 ]          |
| 하버드 대학교                                    | 케임브리지 (매사추세츠)    | 미국        | 4,389                                                       | 3,627        | [ 52 ]          |
| 체코 국립도서관                                  | 프라하                     | 체코        | 4,200                                                       |              | [ 53 ]          |
| 피렌체 국립도서관                                | 피렌체                     | 이탈리아    | 4,089                                                       |              | [ 54 ]          |
| 라이프치히 대학교 도서관                         | 라이프치히                 | 독일        | 3,800                                                       |              | [ 55 ]          |
| 야기에우워 도서관                                | 크라쿠프                   | 폴란드      | 3,671                                                       |              | [ 56 ]          |
| 뮌헨 대학교 도서관                               | 뮌헨                       | 독일        | 3,598                                                       |              | [ 57 ]          |
| 밤베르크 주립도서관                              | 밤베르크                   | 독일        | 3,550                                                       |              | [ 58 ]          |
| 예일 대학교 (베이네케 희귀본 및 필사본 도서관)   | 뉴헤이븐 (코네티컷)        | 미국        | 3,525 (모든 컬렉션)                                         |              |                 |
| 헤르초크 아우구스트 도서관                       | 볼펜뷔텔                   | 독일        | 3,477                                                       | 2,835        | [ 59 ]          |
| 프라이부르크임브라이스가우 대학교 도서관         | 프라이부르크임브라이스가우 | 독일        | 3,448                                                       |              | [ 60 ]          |
| 브로츠와프 대학교 도서관                         | 브로츠와프                 | 폴란드      | 3,250 (이상)                                                |              | [ 61 ]          |
| 스페인 국립도서관                                | 마드리드                   | 스페인      | 3,159                                                       | 2,298        | [ 62 ]          |
| 괴팅겐 대학 도서관                               | 괴팅겐                     | 독일        | 3,100                                                       |              | [ 63 ]          |
| 뷔르츠부르크 대학교 도서관                       | 뷔르츠부르크               | 독일        | 3,100                                                       |              | [ 64 ]          |
| 팔라티나 도서관                                  | 파르마                     | 이탈리아    | 3,042                                                       |              | [ 65 ]          |
| 바젤 대학교 도서관                               | 바젤                       | 스위스      | 3,000 (이상)                                                |              | [ 66 ]          |
| 국립 마르차나 도서관                             | 베네치아                   | 이탈리아    | 2,887                                                       |              | [ 67 ]          |
| 프랑크푸르트 대학교 도서관                       | 프랑크푸르트               | 독일        | 2,800                                                       |              | [ 68 ]          |
| 웁살라 대학교 도서관                             | 웁살라                     | 스웨덴      | 2,500                                                       |              | [ 69 ]          |
| 아르키진나시오 시립 도서관                       | 볼로냐                     | 이탈리아    | 2,500 (약)                                                  |              | [ 70 ]          |
| 마자랭 도서관                                    | 파리                       | 프랑스      | 2,400                                                       | 2,120        | [ 71 ]          |
| 브레라 국립도서관                                | 밀라노                     | 이탈리아    | 2,368                                                       |              | [ 72 ]          |
| 쾰른 대학교 도서관                               | 쾰른                       | 독일        | 2,350                                                       |              | [ 73 ]          |
| 레 도미니칸 드 콜마르                            | 콜마르                     | 프랑스      | 2,300                                                       |              | [ 74 ]          |
| 뉴베리 도서관                                    | 시카고                     | 미국        | 2,200 (이상)                                                |              | [ 75 ]          |
| 카사나텐세 도서관                                | 로마                       | 이탈리아    | 2,200                                                       |              | [ 76 ]          |
| 네덜란드 국립도서관                              | 헤이그                     | 네덜란드    | 2,200                                                       |              | [ 77 ]          |
| 튀빙겐 대학교 도서관                             | 튀빙겐                     | 독일        | 2,148                                                       |              | [ 78 ]          |
| 인스브루크 대학교 도서관 (대학교 및 주립 도서관) | 인스브루크                 | 오스트리아  | 2,122                                                       | 1,889        | [ 79 ]          |
| 국립 및 대학 도서관                              | 스트라스부르               | 프랑스      | 2,120 (약) (1870년 스트라스부르 공방전 화재로 7,000점 소실) |              | [ 80 ]          |
| 뉘른베르크 공공 도서관                           | 뉘른베르크                 | 독일        | 2,100                                                       |              | [ 81 ]          |
| 베로나 시립도서관                                | 베로나                     | 이탈리아    | 2,100                                                       |              | [ 82 ]          |
| 모건 도서관                                      | 뉴욕 시                    | 미국        | 2,000 (이상)                                                |              |                 |
| 프리드리히 알렉산더 대학교 도서관                | 에를랑겐                   | 독일        | 2,000 (이상)                                                |              | [ 83 ]          |
| 로마 국립중앙도서관                              | 로마                       | 이탈리아    | 2,000                                                       |              | [ 84 ]          |
| 국립 세체니 도서관                               | 부다페스트                 | 헝가리      | 1,800 (이상)                                                |              | [ 85 ]          |
| 하이델베르크 대학교 도서관                       | 하이델베르크               | 독일        | 1,800                                                       |              | [ 86 ]          |
| 에스텐세 대학 도서관                             | 모데나                     | 이탈리아    | 1,662                                                       |              | [ 87 ]          |
| 아르세날 도서관                                  | 파리                       | 프랑스      | 1,623                                                       |              | [ 88 ]          |
| 토리노 국립 대학교 도서관                        | 토리노                     | 이탈리아    | 1,600 (이상)                                                |              | [ 89 ]          |
| 작센안할트 주립 및 대학교 도서관                 | 할레                       | 독일        | 1,600                                                       |              | [ 90 ]          |
| 포르투갈 국립도서관                              | 리스본                     | 포르투갈    | 1,597                                                       |              | [ 91 ]          |
| 파도바 대학 도서관                               | 파도바                     | 이탈리아    | 1,583                                                       |              | [ 92 ]          |
| 취리히 중앙도서관                                | 취리히                     | 스위스      | 1,562                                                       |              | [ 93 ]          |
| 스트라호프 수도원 도서관                         | 프라하                     | 체코        | 1,500 (이상)                                                |              | [ 94 ]          |
| 성 주네비에브 도서관                             | 파리                       | 프랑스      | 1,500                                                       |              | [ 95 ]          |
| 잘츠부르크 대학 도서관                           | 잘츠부르크                 | 오스트리아  | 1,385                                                       |              | [ 96 ]          |
| 바덴 주립 도서관                                 | 카를스루에                 | 독일        | 1,365                                                       |              | [ 97 ]          |
| 본 대학교 도서관                                 | 본                         | 독일        | 1,338                                                       | 1,307        | [ 98 ]          |
| 아우구스타 도서관                                | 페루자                     | 이탈리아    | 1,330                                                       |              | [ 99 ]          |
| 제노아 대학 도서관                               | 제노아                     | 이탈리아    | 1,321                                                       |              | [ 100 ]         |
| 트리불치아나 도서관                              | 밀라노                     | 이탈리아    | 1,300                                                       |              | [ 101 ]         |
| 리옹 시립 도서관                                 | 리옹                       | 프랑스      | 1,300                                                       |              | [ 102 ]         |
| 아이히슈테트-잉골슈타트 가톨릭 대학교 도서관     | 아이히슈테트               | 독일        | 1,290                                                       |              | [ 103 ]         |
| 월터스 미술관                                    | 볼티모어, 메릴랜드         | 미국        | 1,280                                                       |              | [ 104 ]         |
| 베로나 시립도서관                                | 베로나                     | 이탈리아    | 1,230                                                       |              | [ 105 ]         |
| 브린마 칼리지 도서관                             | 브린마, 펜실베이니아       | 미국        | 1,225 (이상)                                                |              | [ 106 ]         |
| 테레시아나 도서관                                | 만토바                     | 이탈리아    | 1,281                                                       | 1,083        | [ 107 ]         |
| 라트슐도서관 츠비카우                            | 츠비카우                   | 독일        | 1,200                                                       |              | [ 108 ]         |
| 일리노이 대학교 어배너-섐페인                    | 어배너, 일리노이           | 미국        | 1,200 (이상)                                                |              | [ 109 ]         |
| 폴란드 국립도서관                                | 바르샤바                   | 폴란드      | 1,198                                                       | 1,031        | [ 110 ]         |
| 콜롬비나 도서관                                  | 세비야                     | 스페인      | 1,194                                                       |              | [ 111 ]         |
| 퀘리니아나 도서관                                | 브레시아                   | 이탈리아    | 1,158                                                       |              | [ 112 ]         |
| 시칠리아 지역 중앙 도서관                        | 팔레르모                   | 이탈리아    | 1,136                                                       |              | [ 113 ]         |
| 그라츠 대학교 도서관                             | 그라츠                     | 오스트리아  | 1,115                                                       |              | [ 114 ]         |
| 안젤리카 도서관                                  | 로마                       | 이탈리아    | 1,100                                                       |              | [ 115 ]         |
| 글래스고 대학교 도서관                           | 글래스고                   | 영국        | 1,062                                                       |              | [ 116 ]         |
| 볼로냐 대학 도서관                               | 볼로냐                     | 이탈리아    | 1,021                                                       |              | [ 117 ]         |
| 브리지웰 도서관                                  | 댈러스, 텍사스             | 미국        | 1,000 (이상)                                                |              | [ 118 ]         |
| 파세리니 란디 도서관                             | 피아첸차                   | 이탈리아    | 1,000 (이상)                                                |              | [ 119 ]         |
| 장크트갈렌 수도원 도서관                         | 장크트갈렌                 | 스위스      | 1,000                                                       |              | [ 120 ]         |
| 인트로나티 도서관                                | 시에나                     | 이탈리아    | 1,000 (약)                                                  |              | [ 121 ]         |
| 세르비아 국립도서관                              | 베오그라드                 | 세르비아    | 1,000 (약)                                                  |              | [ 122 ] [ 123 ] |
| 자그레브 국립 대학 도서관                        | 자그레브                   | 크로아티아  | 1,000 (약)                                                  |              |                 |
| 브장송 시립 도서관                               | 브장송                     | 프랑스      | 1,000 (약)                                                  |              |                 |

## 같이 보기
- 인쇄술의 세계적 확산
- 책의 역사
- 도서 수집